# Rāẕmejīn
Rāẕmejīn (persiska: راضيمِجين, رازِمَجين, رازمِجين, مَزارتَجين, راضمجين, Rāẕīmejīn) är en ort i Iran.   Den ligger i provinsen Zanjan, i den nordvästra delen av landet, 200 km väster om huvudstaden Teheran. Rāẕmejīn ligger 1 971 meter över havet och antalet invånare är 127.
Terrängen runt Rāẕmejīn är kuperad.Runt Rāẕmejīn är det ganska glesbefolkat, med 29 invånare per kvadratkilometer. Närmaste större samhälle är Abhar, 12,9 km norr om Rāẕmejīn. Trakten runt Rāẕmejīn består i huvudsak av gräsmarker.